# Almindelig berberis
Almindelig Berberis (Berberis vulgaris) er en op til 2 meter høj busk, der findes forvildet i skove, hegn og på overdrev.

## Beskrivelse
Almindelig berberis er en løvfældende busk med en opret eller opstigende, tæt forgrenet vækst. Grenene er oprette med overhængende sidegrene. Barken er først gråbrun og kantet-furet, men bliver snart grå. På grenene finder man 1-2 cm lange torne og blade, der er spatelformede og helradede med græsgrøn over- og underside. Høstfarven er orangerød.
Blomstringen sker i maj, hvor man ser de gule blomster samlet i overhængende klaser. Frugterne er røde, aflange bær.
Rodnettet er fladt udbredt, men stærkt forgrenet.
Højde x bredde og årlig tilvækst: 3 x 3 m (30 x 30 cm/år). Disse mål kan fx anvendes, når arten udplantes.

## Voksested
Busken har et stort udbredelsesområde, der strækker sig fra Nordvesteuropa over Mellem- og Sydeuropa til Lilleasien. De fleste steder optræder den i skovbryn og krat.
I Eifelbjergene findes den på tør, kalkrig bund sammen med bl.a. Liguster, Engriflet Hvidtjørn, Pibe-Kvalkved og Slåen.

## Mellemvært for sortrust
Den gule rodbark er giftig. Almindelig berberis er – som flere andre arter af løvfældende berberis – mellemvært for kornets sortrust (ses som røde pletter på fotografiet i boksen til højre).
Som følge af plantens værtsegenskaber for sortrust blev dyrkning af almindelig berberis i Danmark forbudt i 1903 ved lov om foranstaltninger mod udbredelse af rustsvampe og senere i medfør af denne lov udstedte bekendtgørelser. Dyrkningsforbuddet blev ophævet i 1992.
Den var tidligere udbredt over hele landet, men er nu udryddet de fleste steder.[kilde mangler]

## Formodede medicinske egenskaber
Almindelig berberis indeholder det aktive stof berberin. Ifølge lægeudsagn kan stoffet muligvis have en fremmende effekt på produktionen af thrombocytter (blodplader) og dermed deres effektive antal i blodet, hvilket muligvis er gavnligt for patienter med tilstanden ITP (Idiopatisk Thrombocytopenisk Purpura eller Immun Thrombocytopenisk Purpura). Det er en tilstand, hvor antistoffer binder sig til overfladen af thrombocytterne, hvilket får disse til at klumpe sig sammen, hvorved kroppen opfatter dem som fremmedlegemer i blodet. De hvide blodlegemer destruerer de sammenklumede thrombocytter – fortrinsvis i milten, men i ca. 1/4 af tilfældene i leveren.
Patienter med ITP kan mangle et stort antal blodplader, hvilket kan forlænge helingsprocessen i forbindelse med blødninger – i nogle tilfælde således at skader, der for andre ville være mindre betydelige, kan vise sig mere omfattende og eventuelt livstruende.
| Portal | Portal:Botanik |